# Persone di nome Gaio/Politici
| Questa pagina contiene informazioni ricavate automaticamente dalle voci biografiche con l'ausilio del template Bio e di un bot. L'aggiornamento è periodico e automatico e ricostruisce completamente la pagina. Se manca una persona in questa lista, sei pregato di non aggiungerla, ma accertati piuttosto che la sua voce biografica contenga il template Bio e che i dati anagrafici siano correttamente compilati. Se il template Bio manca, inseriscilo tu stesso o, in alternativa, metti l'avviso {{tmp\|Bio}} che ne segnala la mancanza. Se i dati riportati sono sbagliati, correggi direttamente la voce biografica; le modifiche saranno visibili in questa lista entro pochi giorni. Per chiarimenti vedi il progetto antroponimi. La lista contiene solo le 195 persone che sono citate nell'enciclopedia e per le quali è stato implementato correttamente il template Bio. Pagina aggiornata al 22 lug 2025. |

Questa è una lista di persone presenti nell'enciclopedia che hanno il nome Gaio e sono politici.

## A(17)
- Gaio Fabio Ambusto, politico e militare romano
- Gaio Antistio Vetere, politico e militare romano
- Gaio Antistio Vetere, politico e militare romano
- Gaio Antonio, politico romano (n. 82 a.C. - † 42 a.C.)
- Gaio Aquilio Floro, politico e generale romano
- Gaio Aquilio Gallo, politico e giurista romano
- Gaio Aquillio Tusco, politico e militare romano
- Gaio Asinio Pollione, politico, oratore e storico romano (Teate, n. 76 a.C. - Tusculum, † 5)
- Gaio Ateio Capitone, politico romano
- Gaio Atilio Serrano, politico romano
- Gaio Aufidio Vittorino, politico romano (Pitinum Pisaurense)
- Gaio Aurelio Cotta, politico e oratore romano († 74 a.C.)
- Gaio Aurelio Cotta, politico romano
- Gaio Aurelio Cotta, politico e generale romano
- Gaio Aurunculeio, politico e militare romano
- Gaio Asinio Lepido Pretestato, politico romano
- Gaio Aufidio Vittorino, politico romano

## B(4)
- Gaio Giunio Bubulco Bruto, politico e generale romano
- Gaio Atilio Bulbo, politico romano
- Gaio Bruttio Presente, politico romano
- Gaio Bruttio Presente, politico romano

## C(24)
- Gaio Calpurnio Pisone, politico e generale romano († 180 a.C.)
- Gaio Calpurnio Pisone, politico e generale romano
- Gaio Calvisio Sabino, politico romano
- Gaio Licinio Calvo Stolone, politico e militare romano
- Gaio Cassio Longino, politico e militare romano
- Gaio Cassio Longino, politico romano
- Gaio Cassio Longino, politico romano
- Gaio Cecilio Metello Caprario, politico romano
- Gaio Ceionio Rufio Volusiano, politico e generale romano
- Gaio Celio Caldo, politico romano
- Gaio Celio Censorino, politico romano (Sant’Arpino)
- Gaio Claudio Centone, politico romano
- Gaio Cornelio Cetego, politico e militare romano
- Gaio Cornelio Cetego, politico romano († 63 a.C.)
- Gaio Cilnio Proculo, politico e militare romano
- Gaio Claudio Canina, politico romano
- Gaio Claudio Crasso Inregillense Sabino, politico romano (Campidoglio)
- Gaio Claudio Marcello, politico romano (n. 88 a.C. - † 40 a.C.)
- Gaio Claudio Pulcro, politico e generale romano
- Gaio Considio Longo, politico e militare romano (Tisdro, † 46 a.C.)
- Gaio Scribonio Curione, politico romano (n. 90 a.C. - † 49 a.C.)
- Gaio Cervonio Papo, politico romano
- Gaio Calpurnio Pisone, politico romano († 65)
- Gaio Cassio Regalliano, politico romano

## D(2)
- Gaio Duilio Longo, politico romano
- Gaio Duilio, politico e generale romano

## E(4)
- Gaio Elio Peto, politico romano
- Gaio Avidio Eliodoro, politico e oratore romano (Cirro, n. 100)
- Elvidio Prisco, politico e filosofo romano
- Gaio Emilio Mamercino, politico e militare romano

## F(16)
- Gaio Fabio Dorso Licino, politico e militare romano († 273 a.C.)
- Gaio Fannio Strabone, politico e scrittore romano
- Gaio Fannio Strabone, politico e generale romano
- Gaio Flaminio Nepote, politico e generale romano (Lago Trasimeno, † 217 a.C.)
- Gaio Flaminio, politico romano
- Gaio Flavio Fimbria, politico romano († 84 a.C.)
- Gaio Flavio Fimbria, politico romano
- Gaio Fonteio Agrippa, politico romano († 70)
- Gaio Fonteio Capitone, politico romano
- Gaio Fufio Gemino, politico romano († 31)
- Gaio Fulvio Flacco, politico romano
- Gaio Fundanio Fundulo, politico romano
- Gaio Furio Pacilio Fuso, politico romano
- Gaio Furio Pacilio, politico romano
- Gaio Furio Pacilio, politico e militare romano
- Gaio Furnio, politico e militare romano

## G(49)
- Gaio Annio Anullino, politico romano
- Gaio Giunio Donato, politico romano
- Gaio Antonio Ibrida, politico romano (n. 106 a.C.)
- Gaio Vibio Pansa, politico romano (Roma - Bologna, † 43 a.C.)
- Gaio Cesare, politico e militare romano (Roma, n. 20 a.C. - Limira, † 4)
- Gaio Claudio Glabro, politico e generale romano
- Gaio Poppeo Sabino, politico e militare romano († 35)
- Gaio Claudio Pulcro, politico romano (n. 96 a.C.)
- Gaio Norbano, politico romano
- Gaio Vettio Grato Sabiniano, politico romano
- Gaio Giulio Cesare, politico, generale e scrittore romano (Roma, n. 101 a.C. - Roma, † 44 a.C.)
- Gaio Servilio Glaucia, politico romano (Roma, † 100 a.C.)
- Gaio Claudio Pulcro, politico e generale romano († 167 a.C.)
- Gaio Giunio Bubulco Bruto, politico e generale romano
- Gaio Vettio Sabiniano Giulio Ospite, politico e militare romano
- Gaio Giulio Quadrato Basso, politico e militare romano (Pergamo - Dacia)
- Gaio Sulpicio, politico e militare romano
- Gaio Livio Salinatore, politico e militare romano
- Gaio Norbano Flacco, politico romano
- Gaio Norbano Flacco, politico e militare romano
- Gaio Cornelio, politico romano
- Gaio Vipstano Aproniano, politico e militare romano
- Gaio Giulio Cesare Strabone Vopisco, politico e letterato romano (Roma, † 87 a.C.)
- Gaio Silio, politico e militare romano († 24)
- Gaio Porcio Catone, politico romano
- Gaio Salonio Matidio Patruino, politico romano († 78)
- Gaio Memmio Regolo, politico romano
- Gaio Silio, politico romano († 48)
- Gaio Cestio Epulone, politico romano (Roma)
- Gaio Canuleio, politico romano
- Gaio Sulpicio Galba, politico romano († 36)
- Gaio Sulpicio Galba, politico romano
- Gaio Sulpicio Galba, politico romano
- Gaio Claudio Regillense, politico romano
- Gaio Cestio Gallo, politico e militare romano († 67)
- Gaio Genucio Clepsina, politico e generale romano
- Gaio Giulio Iullo, politico romano
- Gaio Giulio Iullo, politico romano
- Gaio Giulio Iullo, politico e militare romano (Roma)
- Gaio Giulio Iullo, politico romano (Roma)
- Gaio Giulio Iullo, politico romano
- Gaio Anzio Aulo Giulio Quadrato, politico romano (Pergamo)
- Gaio Cassio Longino, politico romano (Roma - Filippi, † 42 a.C.)
- Gaio Cilnio Mecenate, politico romano (Arezzo, n. 68 a.C. - † 8 a.C.)
- Gaio Pomponio Camerino, politico romano
- Gaio Livio Salinatore, politico romano
- Gaio Sallustio Passieno Crispo, politico romano
- Gaio Senzio Saturnino, politico romano (Atina)
- Gaio Annio Tiberiano, politico romano

## L(11)
- Gaio Lelio Sapiente, politico romano (n. 188 a.C. - † 125 a.C.)
- Gaio Lelio, politico e militare romano (n. 235 a.C. - † 160 a.C.)
- Gaio Popilio Lenate, politico romano
- Gaio Letorio, politico romano (Roma)
- Gaio Petelio Libone Visolo, politico e generale romano
- Gaio Licinio Crasso, politico romano
- Gaio Licinio Geta, politico romano
- Gaio Licinio Varo, politico e generale romano
- Gaio Licinio Verre, politico e militare romano (Marsiglia, † 43 a.C.)
- Gaio Livio Druso, politico romano
- Gaio Fabricio Luscino, politico romano

## M(15)
- Gaio Licinio Macro, politico e storico romano (Roma, † 66 a.C.)
- Gaio Mamilio Atello, politico e militare romano
- Gaio Mamilio Limetano, politico romano
- Gaio Mamilio Turrino, politico romano
- Gaio Manilio, politico romano
- Gaio Claudio Marcello, politico e militare romano
- Gaio Marcio Censorino, politico e militare romano († 82 a.C.)
- Gaio Marcio Figulo, politico romano
- Gaio Marcio Figulo, politico romano
- Gaio Mario il Giovane, politico romano (Palestrina, † 82 a.C.)
- Gaio Giulio Vero Massimo, politico romano (n. 217 - Aquileia, † 238)
- Gaio Memmio, politico romano
- Gaio Memmio Mordace, politico romano (Roma, † 100 a.C.)
- Gaio Menio Publio, politico e generale romano
- Gaio Cecilio Metello, politico romano

## N(2)
- Gaio Nauzio Rutilo, politico romano
- Gaio Nauzio Rutilo, politico romano

## O(2)
- Gaio Oppio, politico e biografo romano
- Gaio Ostilio Mancino, politico romano

## P(8)
- Gaio Papirio Crasso, politico romano
- Gaio Calpurnio Pisone, politico romano
- Gaio Fabio Pittore, politico romano
- Gaio Plauzio Deciano, politico romano
- Gaio Porcio Catone, politico romano
- Gaio Valerio Potito Flacco, politico romano
- Gaio Plauzio Proculo, politico e militare romano
- Gaio Orazio Pulvillo, politico e militare romano

## Q(2)
- Gaio Quinzio Cincinnato, politico e militare romano
- Gaio Quinzio Claudo, politico romano

## R(4)
- Gaio Rabirio Postumo, politico romano (Roma)
- Gaio Rabirio, politico romano (Roma)
- Gaio Giulio Rufiniano Ablabio Taziano, politico romano
- Gaio Marcio Rutilo, politico e militare romano

## S(19)
- Gaio Scribonio Curione, politico e generale romano († 53 a.C.)
- Gaio Sempronio Atratino, politico e militare romano (Roma)
- Gaio Sempronio Bleso, politico e generale romano
- Gaio Sempronio Gracco, politico romano (Roma, n. 154 a.C. - Roma, † 121 a.C.)
- Gaio Servilio Axilla, politico e militare romano (Roma)
- Gaio Servilio Gemino, politico romano
- Gaio Servilio Strutto Ahala, politico e militare romano († 478 a.C.)
- Gaio Servilio Strutto Ahala, politico romano (Roma)
- Gaio Servilio Strutto Ahala, politico e militare romano (Roma)
- Gaio Servilio Tucca, politico romano
- Gaio Sestilio, politico e militare romano
- Gaio Sextio Calvino, politico e generale romano
- Gaio Sulpicio Camerino, politico romano
- Gaio Sulpicio Galba, politico romano (n. 38 a.C. - † 4)
- Gaio Sulpicio Gallo, politico romano
- Gaio Sulpicio Gallo, politico romano
- Gaio Sulpicio Longo, politico romano
- Gaio Sulpicio Patercolo, politico romano
- Gaio Sulpicio Petico, politico e militare romano

## T(6)
- Gaio Luccio Telesino, politico romano
- Gaio Terentilio Arsa, politico romano
- Gaio Bellicio Calpurnio Torquato, politico romano
- Gaio Trebonio, politico e militare romano († 43 a.C.)
- Gaio Sempronio Tuditano, politico e storico romano
- Gaio Turranio, politico romano

## V(10)
- Gaio Vibio Postumo, politico e militare romano (Larino)
- Gaio Valerio Flacco, politico romano
- Gaio Valerio Levino, politico e militare romano
- Gaio Valerio Potito Voluso, politico e militare romano (Roma)
- Gaio Valerio Potito, politico e militare romano
- Gaio Plauzio Venoce Ipseo, politico e militare romano
- Gaio Veturio Cicurino, politico e militare romano
- Gaio Veturio Crasso Cicurino, politico romano
- Gaio Veturio Gemino Cicurino, politico romano
- Gaio Vibio Pansa, politico romano